# Daihatsu Consorte
El Daihatsu Consorte es un pequeño sedán vendido por el fabricante de automóviles japonés Daihatsu de 1969 a 1977. Se basó en el Toyota Publica, y su nombre, que significa "consorte" en italiano, refleja la afiliación recién establecida de Daihatsu con Toyota . Reemplazó al Compagno como vehículo de pasajeros de Daihatsu. El Consorte se derivó del Toyota Publica y se vendió en una red de concesionarios japonesa recientemente establecida destinada a vender exclusivamente el Publica. Esto se llamó Toyota Publica Store hasta 1966 cuando pasó a llamarse Toyota Corolla Store para vender el Toyota Corolla completamente nuevo . Este acuerdo permitió a Toyota vender el Publica en concesionarios Daihatsu recientemente adquiridos, dándole a Daihatsu un automóvil más grande que los automóviles de la clase kei. El Consorte usó un motor desarrollado por Daihatsu, mientras que el Publica usó un motor de dos cilindros en U de dos cilindros refrigerado por aire .
Inicialmente, el Consorte estaba disponible solo como un sedán de dos puertas y con el propio motor FE de 1.0 litros de Daihatsu . En junio de 1971, se agregó a la gama el motor de 1.2 litros 3K de Publica, ambos motores solo están disponibles con transmisión manual de 4 velocidades. El modelo de estiramiento facial apareció en enero de 1972. En mayo de 1973, las transmisiones manuales de 5 velocidades y las automáticas de 2 velocidades se agregaron a la línea solo para los modelos de 1.2 litros, la versión cupé de dos puertas también se agregó a la línea. Seguido por la versión sedán de cuatro puertas en octubre de 1973, pero solo se vendió hasta noviembre de 1974, con el lanzamiento del Daihatsu Charmant. El sedán y el cupé de 2 puertas fueron reemplazados en 1977 (en febrero para los modelos de 1.0 litros y noviembre para los modelos de 1.2 litros) por el Daihatsu Charade.